# یواس‌اس توران‌دخت (ای‌کی‌ای-۴۷)
یواس‌اس توران‌دخت (ای‌کی‌ای-۴۷) (به انگلیسی: USS Turandot (AKA-47)) یک کشتی بود که طول آن ۴۲۶ فوت (۱۳۰ متر) بود. این کشتی در سال ۱۹۴۵ ساخته شد.